# Ochrosia nakaiana
Ochrosia nakaiana là một loài thực vật có hoa trong họ La bố ma. Loài này được (Koidz.) Koidz. ex H.Hara mô tả khoa học đầu tiên năm 1948.